# Enkolonnpagoden

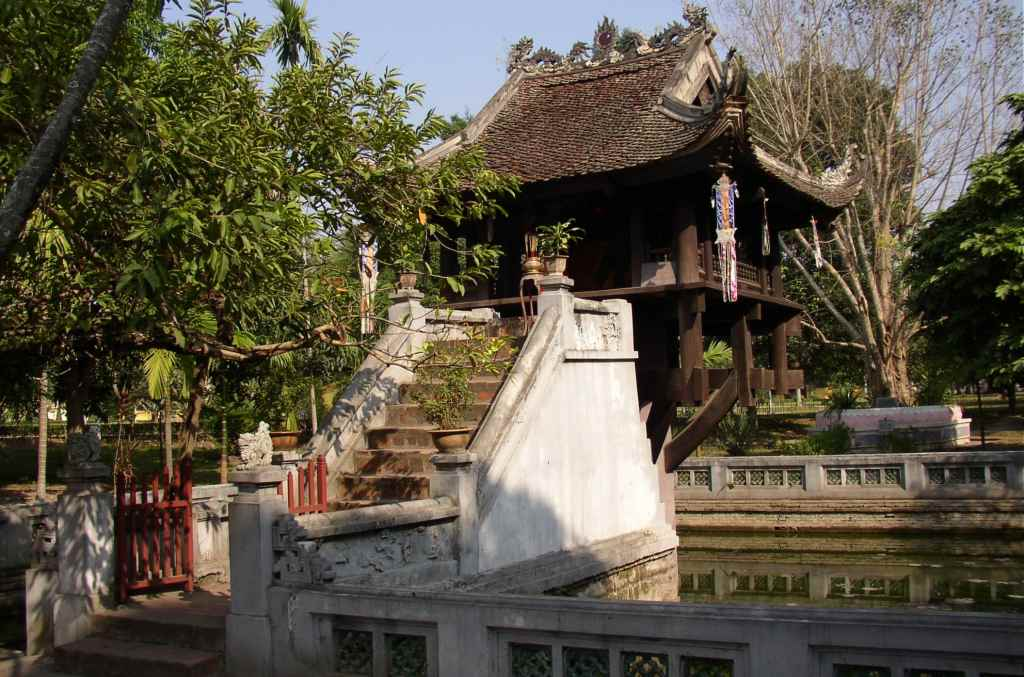
Enkolonnpagoden

Enkolonnpagoden är en av de mest kända pagoderna i Hanoi. Namnet kommer av att pagoden vilar på en pelare i en liten damm, med syftet att symbolisera en lotusblomma. Den byggdes av kung Ly Thai Tong efter att han haft en dröm där kejsaren, som inte hade några arvingar, fick en son i en lotusblomma. Kort därefter gifte han sig med en bondflicka som födde honom en son och som tack för detta uppförde han pagoden. När fransmännen drog sig tillbaka från Hanoi 1954 förstörde de pagoden som senare återuppbyggdes.